# کارکس سیلواتیکا
کارکس سیلواتیکا (نام علمی: Carex sylvatica) نام یک گونه از سرده جگن است.